# Robert Orledge
Robert Francis Nicholas Orledge est un musicologue et historien de la musique britannique, professeur à l'Université de Liverpool, né le 5 janvier 1948 à Bath, dans le Somerset.

## Biographie
Robert Orledge a fait ses études au Clare College, à Cambridge, où il a soutenu sa thèse de doctorat sur Charles Koechlin en 1973. De 1971 à 2004, il est professeur à l’université de Liverpool, où il a une chaire à son nom depuis 1991. Il est à présent professeur émérite et chercheur à l’université de Liverpool. Outre de nombreux articles sur la musique française entre 1850 et 1950, il a publié des livres sur Gabriel Fauré, Claude Debussy, Charles Koechlin et Erik Satie.
Sa retraite lui a permis de prendre le temps de compléter et d’orchestrer l’opéra de Debussy La Chute de la maison Usher en 2004, et de faire de même pour le ballet chinois Nojali ou le palais du silence de Debussy, datant de 1914, et diverses autres œuvres théâtrales et orchestrales. Nojali a été créé à Los Angeles en mai 2006, suivi par La chute de la maison Usher au festival de Brégence en août de la même année, sous la direction de Lawrence Foster. 
Son édition de La Chute de la maison Usher, du Diable dans le beffroi et du Roi Lear est sortie chez Durand en février 2006, et son édition des orchestrations séparées de Debussy est parue dans la même série en 2009.

## Publications
- A Study of the composer Charles Koechlin, 2 volumes, Cambridge, Clare College, 1972.
- Gabriel Fauré, Londres, Eulenburg Books, 1979.
- Debussy and the Theatre, Cambridge, Cambridge University Press, 1982.
- Charles Koechlin (1867-1950): His Life and Works, Londres, Harwood Academic Publishers, 1989.  (ISBN 3-7186-4898-9)
- Satie the Composer, Cambridge, Cambridge University Press, 1990.
- Satie Remembered, avec des traductions de Roger Nichols, Londres, Faber and Faber, 1995.